# Casa de las Américas

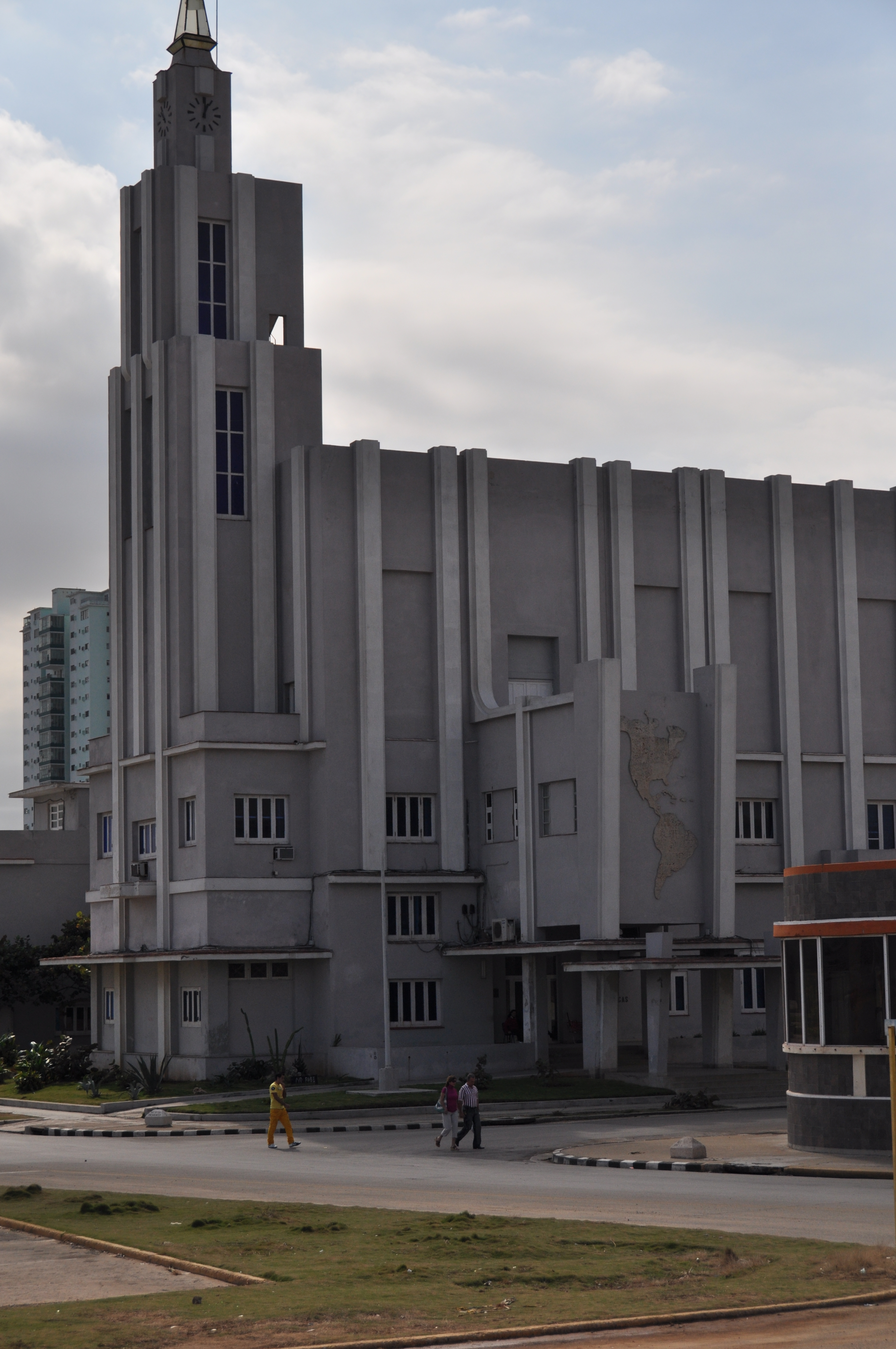
Sede da Casa de Las Américas, em Havana

Casa de las Américas é uma organização fundada em Cuba em 1959, para promover o intercâmbio da cultura cubana com a de outros países da América Latina.
Foi criada apenas quatro meses depois da vitória da Revolução Cubana, por Haydée Santamaría, que presidiu a entidade até 1980. O segundo presidente foi Mariano Rodríguez (1980-1986), sucedido por Roberto Fernández Retamar (desde 1986).
A entidade ocupa um edifício em estilo art déco, que abriga uma coleção de arte cubana e latino-americana. Além de promover festivais, exposições e encontros      de literatura, teatro, artes plásticas e música, a organização oferece todos os anos o Prêmio Casa de las Américas, dedicado a escritores latino-americanos e caribenhos.

## Publicações
- Revista Casa de las Américas (literatura)
- Conjunto (teatro)
- Música y Anales del Caribe (música)
- Criterios (crítica literária)